# Mountain Club of South Africa
Der Mountain Club of South Africa (MCSA) deutsch Bergclub von Südafrika ist der größte und älteste Bergsteigerclub Südafrikas. Er erleichtert und engagiert sich im Bergsteigen, Klettern aller Art, Bouldern, Wandern, internationalen Expeditionen, Bergsuche und -rettung, Training, Erhaltung von Berggebieten und Vermittlung von Zugang für Bergsteiger.

## Geschichte
Der MCSA wurde im September 1891 gegründet und ist damit einer der ältesten Bergsteigerclubs der Welt. Seit seiner Gründung ist das MCSA in die politische Ideologie und die Interessen der Sozial- und Regierungsklasse während der Kolonial- und Segregationszeit eingebettet und reflektiert worden. Diese Situation herrschte während des größten Teils der Apartheid-Ära, als der Club schließlich seine Mitgliedschaft für alle öffnete, unabhängig von der Rasse, und das erste schwarze Mitglied 1986 aufgenommen wurde.
Der MCSA ist neben der (Federation Royale Marocaine de Ski et Montagnes) aus Marokko der einzige Bergclub in Afrika, der dem Weltkletterverband UIAA angegliedert ist. Mitglieder des MCSA sind auf allen wichtigen Gebirgszügen der Welt geklettert und gewandert. Seit seiner Gründung hat das MCSA eine jährliche Zeitschrift veröffentlicht. Das MCSA Journal ist eines der ältesten Mountain Club Journale, das noch jährlich erscheint.
Der Club besteht aus 14 Sektionen, die sich über Südafrika und Namibia verteilen und fast 5000 Mitglieder haben.
- Amajuba
- Kapstadt
- Eastern Province
- Free State
- Hottentots Holland
- Johannesburg
- KwaZulu-Natal
- Magaliesburg (auch bekannt als der Sektion Pretoria)
- Namibia
- Paarl/Wellington
- South Cape
- Stellenbosch
- Tygerberg
- Worcester

Die Ziele des Mountain Club of South Africa sind die Förderung der Interessen des Bergsteigens in Südafrika und anderswo, und zwar unter anderem:
- Organisieren und Erleichterung des Bergsteigens.
- Beschaffung und Schutz realer Rechte in und Zugang zu Bergen und Berggebieten.
- Maßnahmen zum Schutz der natürlichen Schönheit und des Wildnis-Charakters von Bergen einzuleiten und zu unterstützen und deren effektives Naturschutzmanagement zu fördern.
- Förderung der Sicherheit und Ausbildung von Bergsteigern.
- Stellen Sie Such- und Rettungsressourcen zur Verfügung.
- Förderung der Erforschung der Berge und ihrer Umgebung, der Erhaltung historischer und archäologischer Stätten auf ihnen und der Verbreitung von Informationen über Berge und Bergsteigen.

## Bedeutende Mitglieder
- Keppel Harcourt Barnard
- Edmund February
- Johannes de Villiers Graaff
- Rudolf Marloth
- Cathy O’Dowd
- Edwin Percy Phillips
- Marianne Pretorius
- Jan Smuts
- Thomas Pearson Stokoe